# Шмульян, Борис Лейбович
Борис Лейбович Шмульян (род. 25 ноября 1938) — советский и российский учёный в области систем управления. Доктор технических наук, профессор.

## Биография
Родился в семье Лейба Бенционовича Шмульяна (1905—1989) и Эстер Абрамовны Шмульян (урождённой Богуславской, 1909—1991).
С 1965 года в аспирантуре у Я. З. Цыпкина. В 1967—1978 годах — старший научный сотрудник в лаборатории адаптивных и робастных систем № 7 в Институте проблем управления АН СССР. В составе группы Б. Н. Наумова занимался вопросами управления скоростными торпедами. Старший научный сотрудник Всесоюзного научно-исследовательского института системных исследований. Возглавлял инжиниринговую фирму ИНИС.
Основные труды в области моделирования стохастических коммуникационных систем.
Живёт в Израиле.

## Семья
Троюродые братья — шашист Теодор Шмульян, экономист Моисей Шмульян и математик Витольд Шмульян.

## Монографии
- Адаптация, самоорганизация. Доклады II Всесоюзного совещания по статистическим методам теории управления. Под редакцией Е. П. Забелиной и Б. Л. Шмульяна. Ташкент, 1970. — 304 с.
- Идентификация и оптимизация нелинейных стохастических систем (с соавторами). М.: Энергия, 1976. — 440 c.
- Взаимодействие энтропийных подсистем в моделировании многоцелевых перемещений населения в городе. М.: ВНИИСИ, 1982.
- Системный анализ и проблемы развития городов (с Ю. С. Попковым, М. В. Посохиным и А. Э. Гутновым). М.: Наука, 1983. — 512 с.